# 2040 Chalonge
2040 Chalonge este un asteroid din centura principală, descoperit pe 19 aprilie 1974 de Paul Wild.